# Пандорум
Пандорум (на английски: Pandorum) е немско-американски научнофантастичен филм на ужасите от 2009 година, с участието на Денис Куейд и Бен Фостър.

## Сюжет
Внимание:  Текстът по-долу разкрива сюжета на произведението (или части от него)!
В 22 век населението на Земята е достигнало критичните 25 милиарда души. Човечеството обаче е направило безпрецедентно научно откритие — планета отвъд Слънчевата система, годна да поддържа човешки живот, с нормални температури и вода на повърхността. Построен е огромен космически кораб — Елизиум — чиято цел е да пренесе земното биоразнообразие, както и 60 000 пътници до въпросната планета, наречена Танис. Времетраенето на полета е 123 години, което налага всички хора на борда му с изключение на част екипажа, да бъдат изпратени в състояние на хиперсън.
Двама членове на екипажа – ефрейтор Бауър и лейтенант Пейтън – се събуждат сами от хиперсъня, но не намират никого от трети екипаж (на смяна преди тях), или изобщо от обитателите на кораба. Системите на Елизиум са извън строя, а Бауър и Пейтън нямат спомен кои са, на каква мисия са или какво се е случило. Бауър започва да изследва кораба, комуникирайки по радиостанция с Пейтън, в хода на което почват да разговарят за пандорум – психическо отклонение, причинено от продължителен хиперсън, водещо до ярки халюцинации, агресивност и склонност към убийство.
Колкото повече напредва в изследването на кораба, толкова повече Бауър разбира, че по време на съня му се е случило нещо ужасно. Той се сблъсква с човекоподобни хищни създания, а впоследствие среща и оцелели – биоложката Надя и земеделският работник Ман. Заедно те решават да спасят кораба, преди да е станало твърде късно...

## Актьорски състав
- Денис Куейд — лейтенант Пейтън
- Бен Фостър — ефрейтор Бауър
- Антие Трауе – Надя
- Кам Жиганде – Гало
- Кунг Ле – Ман

## Критическа оценка
Повечето сайтове за филми, като Rotten Tomatoes, дават ниска оценка на филма. Средната оценка за филма в този сайт е 28%, като основната критика е срещу „предвидимия“ и „раздухан“ сюжет. В сайта Metacritic оценката е 28/100, базирана на 13 рецензии.
От друга страна, списание SFX дава на филма 4 от 5 звезди, наричайки го „най-добрият космически хорър от години“. Списание Film Ireland също дава много висока оценка, оценявайки добре приложените кинематографични похвати и развитите персонажи.
В сайта Box Office Mojo, където публиката оценява филма, оценката е B+ (по американската система от F до A+).